# Bielice (województwo dolnośląskie)
Bielice (niem. Bielendorf, oficjalnie od 19 maja 1946 Biela) – wieś w Polsce położona w województwie dolnośląskim, w powiecie kłodzkim, w gminie Stronie Śląskie.

## Położenie
Wieś znajduje się w obszarze Śnieżnickiego Parku Krajobrazowego, w Dolinie Górnej Białej Lądeckiej (źródła rzeki znajdują się kilka kilometrów powyżej wsi), na wysokości około 690–750 m n.p.m. Dolina rozgranicza dwa pasma: Góry Złote i Góry Bialskie (według większości podziałów stanowiące część Gór Złotych). Zwornikiem tych dwóch pasm jest położona na południowy wschód od wsi Przełęcz u Trzech Granic. Dolną (północną) granicę miejscowości wyznacza wyraźne zwężenie się doliny i wąski przełom Białej Lądeckiej. Bielice są najdalej na wschód wysuniętą osadą ziemi kłodzkiej.

## Podział administracyjny
W latach 1975–1998 miejscowość administracyjnie należała do województwa wałbrzyskiego.

## Historia
Wieś została założona w 1606 r., przy funkcjonującym wówczas trakcie do czeskiej wsi Kamenná. W 1614 r. osada stała się gminą wiejską. Początkowo ludność wsi zajmowała się głównie rolnictwem, większa ilość rzemieślników pojawiła się dopiero w 1 połowie XIX w., kiedy to rozwinęła się przeróbka drewna. Pierwszy tartak w Bielicach funkcjonował w latach 1789–1817, kolejne dwa w latach 1830–1912 i aż pięć w latach 20. i 30. XX w. Czynna była również wytwórnia gontów, a chałupniczo wyrabiano drewniane spinki i klamki. W źródłach historycznych mowa wzmiankowane są ponadto młyny, potaże i olejarnie.
W latach 1792–1797 przy leśniczówce wydzielono 6 parceli i osadzono na nich Czechów, tworząc osadę Neu Bielendorf (Nowa Biela). Na początku XIX wieku w 19 domach zamieszkiwało 80 mieszkańców i stała tam drewniana kaplica.
Prawdopodobnie w 1799 r. zbudowano tu kościół, który pierwotnie otrzymał wezwanie Najświętszej Marii Panny z Góry Karmel. W 1924 roku w Białej Lądeckiej uruchomiono elektrownię wodną i zelektryfikowano wieś. Niestety w latach pięćdziesiątych na skutek decyzji ówczesnych władz elektrownię rozebrano do fundamentów.

W roku 1838 wieś została kupiona przez Mariannę Orańską. W 1840 roku w Bielicach były 72 gospodarstwa i 400 mieszkańców, szkoła, dwa tartaki, dwie wytwórnie oleju i młyn wodny.
Już od lat 60. XIX w. Bielice znajdowały się na licznie uczęszczanej trasie turystycznej kuracjuszy z Lądka Zdroju na Hruby Jesenik przez Puszczę Jaworową. W Bielicach wynajmowano wtedy przewodnika, a podróżnych obsługiwała gospoda. Z biegiem czasu wieś stała się znaczącym ośrodkiem letniskowym. W latach międzywojennych zbudowano skocznię i tor saneczkowy, a gościnne pokoje oferowały wtedy 4 gospodarstwa, schronisko młodzieżowe i duże schronisko „Saalwiesenbaude” (rozebrane po 1945). Bielice, posiadające hotel, schronisko, aptekę, dwa tartaki, młyn, elektrownię, rzeźnika i sklep towarowy uchodziły za dobre miejsce do uprawiania sportów zimowych i dogodny punkt wyjścia w Masyw Śnieżnika i Góry Bialskie.
Na początku XX w. wieś liczyła 99 gospodarstw (obecnie mniej niż 20). Odnotowany szczyt zaludnienia, wynoszący 490 mieszkańców, przypadł w roku 1880. W 1945 r. ze wsi wyjechało około 395 mieszkańców.
Po 1945 r. wieś została słabo zaludniona. Mimo zelektryfikowania wsi w 1954 r. do lat 70. ulegała ona systematycznemu wyludnianiu, co wiązało się z peryferyjnym położeniem, surowym klimatem i trudnymi warunkami produkcji rolnej. Ponadto pas przygraniczny był strefą zamkniętą dla obcych i strzeżoną przez posterunki. W rezultacie w 1978 r. w Bielicach zamieszkanych było już tylko 9 gospodarstw. Zanik miejscowości powstrzymało tylko funkcjonowanie na tym terenie dwóch leśnictw. Trend ten uległ zahamowaniu dopiero w l. 70, kiedy powstała baza studentów wydziału cybernetyki Politechniki Wrocławskiej „Chatka Cyborga”, a wieś zaczęła nabierać charakteru letniskowego.

## Przyroda
Bielice wyróżnia bliskość lasu. Łąki górskie zajmują tylko kilkusetmetrowy pas przy rzece, zwężający się nawet do kilkunastu metrów w jej górnym biegu. Pól uprawnych w dolinie nie ma w ogóle, ze względu na ostry klimat i krótki okres wegetacji. Hodowla owiec, która byłaby tu możliwa, jest prowadzona tylko na drobną skalę z powodu ogólnego braku opłacalności rolnictwa.
Las to głównie świerki z domieszką modrzewi, buków i jaworów, tworzących las regla dolnego. Taki typ lasu określany jest jako bór wilgotny, a jego cechą jest bujność wegetacji i duża rozmaitość gatunków roślin na wszystkich jego piętrach. Okolice są słabo zagospodarowane.
Z dużych zwierząt występują w okolicznych lasach jelenie, dziki, sarny i introdukowane tu muflony. Spośród mniejszych m.in. borsuk, gronostaj i kuna leśna. Trochę dalej, w rejonie Masywu Śnieżnika, spotykane są kozice, które sprowadzono tam dla wzbogacenia fauny.
Przylegające do Bielic Góry Bialskie stanowią jeden z większych zwartych i niezaludnionych kompleksów leśnych na Dolnym Śląsku. Dzięki temu mogą tu gniazdować takie gatunki ptaków jak bocian czarny, cietrzew, głuszec i jarząbek. Cały teren leśny otaczający Bielice wchodzi w skład Śnieżnickiego Parku Krajobrazowego, a na południe od wsi, na części Puszczy Jaworowej, utworzony został ścisły rezerwat „Puszcza Śnieżnej Białki”, będący ostatnim zachowanym reliktem prastarej puszczy sudeckiej.

## Zabytki

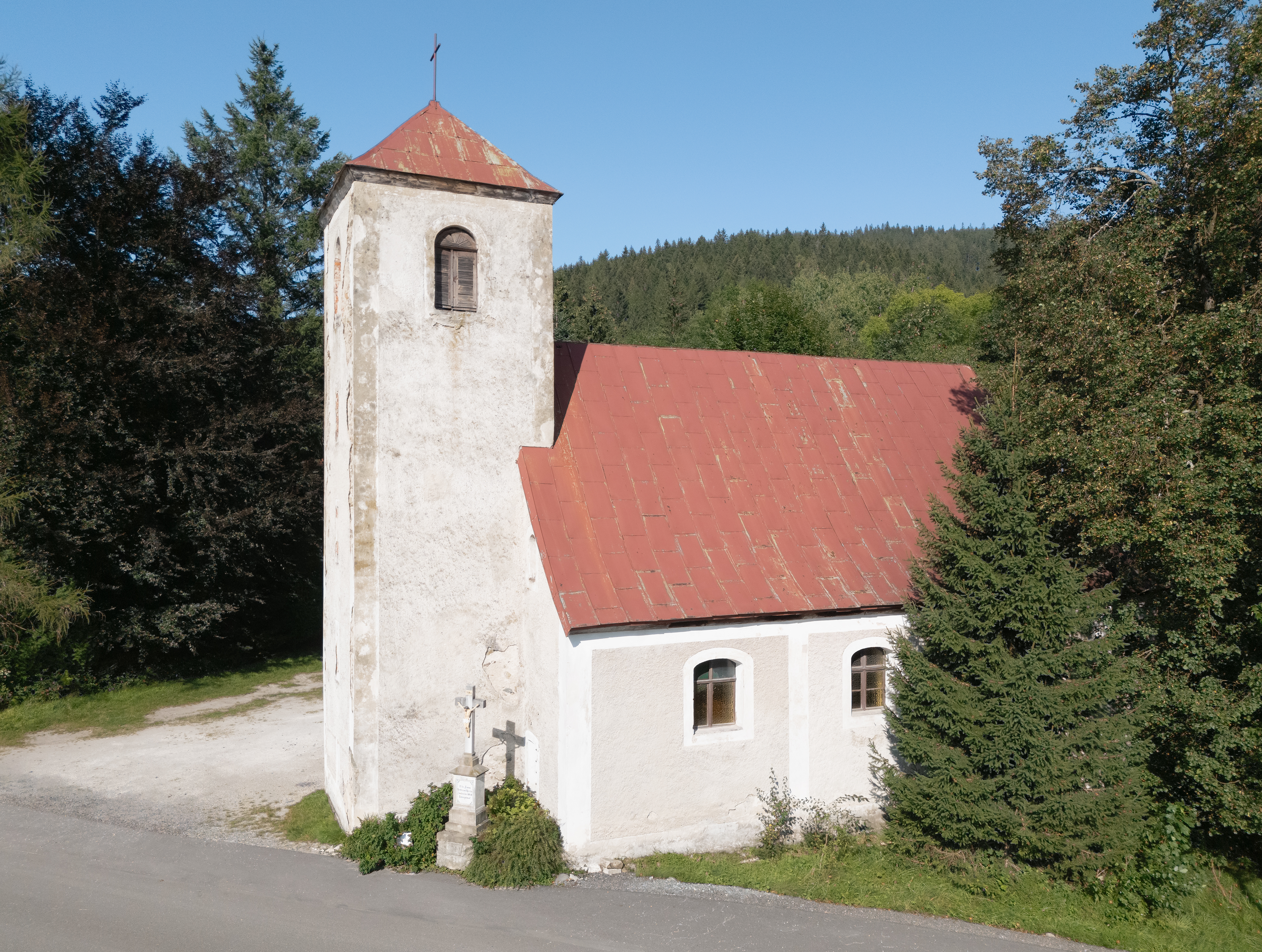
Kościół śś. Wincentego i Walentego

Do wojewódzkiego rejestru zabytków wpisane są obiekty:
- kościół filialny pod wezwaniem św. Wincentego, z drugiej połowy XVIII w., przebudowany w XIX w.
- dom drewniany, z końca XVIII w., przeniesiony do arboretum w Wojsławicach, gm. Niemcza

## Ludzie związani z Bielicami
- Michael Klahr, śląski rzeźbiarz epoki baroku, urodził się tu w 1693 roku[6].
- Marek Hłasko, pisarz. Na początku lat 50. XX wieku pracował w tej okolicy jako kierowca przy zwózce drewna. Na podstawie swoich doświadczeń z tego okresu napisał powieść Następny do raju[6].
- Władysław Chachaj – lekarz alergolog, żołnierz Armii Krajowej, profesor nauk medycznych, w Bielicach miał swój dom letniskowy, tutaj też zmarł.
- Ks. prałat Stefan Witczak „Kruszynka” – proboszcz miejscowej parafii, znany społecznik zaangażowany w pomoc niepełnosprawnym, w latach osiemdziesiątych uczestnik ruchu opozycyjnego. Jego staraniem przeprowadzono renowację i remont zabytkowego kościoła w Bielicach.
- Stanisław Tomkiewicz, poseł X kadencji Sejmu z ramienia OKP, mieszkaniec Bielic w latach 1976–1990.
- Stanisław Jałowiecki, socjolog, marszałek województwa opolskiego w latach 1998–2002, poseł do Parlamentu Europejskiego od 2004 r., mieszkaniec Bielic.
- Janusz Romaniszyn – lekarz chirurg, w latach osiemdziesiątych bardzo aktywny działacz opozycji solidarnościowej: organizator, odbywających się w jego domu w Bielicach, szkoleń dla studentów NZS oraz tajnych spotkań opozycji polskiej i czeskiej.

## Uniwersytet w Bielicach
„Uniwersytet w Bielicach” to nieformalna wszechnica organizowana we wsi przez mieszkańców od czerwca 2002 pod hasłem Viva vox docet!. Inauguracyjny wykład wygłosili profesorowie Jan Miodek i Paweł Banaś. Na spotkania zapraszani są naukowcy, dziennikarze, podróżnicy i pasjonaci. Tematyka spotkań jest bardzo szeroka – od astrofizyki przez kulturoznawstwo, socjologię do historii sztuki. Wstęp na spotkania jest zawsze bezpłatny i otwarty dla wszystkich, a wykładowcy uczestniczą w nich społecznie, otrzymując honorowy tytuł Singularis incola. Miejscem spotkań jest „Dom Gościnny u Majów”.
W 2005 r. organizatorzy Uniwersytetu w Bielicach otrzymali za swoją działalność wyróżnienie od australijskiej Polcul Foundation (Niezależna Fundacja Popierania Kultury Polskiej im. Jerzego Bonieckiego).
Wykłady „Uniwersytetu w Bielicach” prowadzili m.in.:
prof. Marek Abramowicz, Jerzy Przystawa, Wiesław Łukaszewski, Stanisław Jałowiecki, Jerzy Olek, Agnieszka Zembrzuska, Teresa Torańska, Wojciech Ostrowski, Lidia Amejko, Aleksander Srebrakowski, Zbigniew Piotrowicz, Adam Jezierski, Bogusław Litwiniec, Roman Konik, Izolda Topp, Janusz Degler, Irena Korbelářová.

## Odniesienia w kulturze
W Bielicach rozgrywa się częściowo akcja wydanej w 2013 roku powieści pt. Złoto Wrocławia, której autorką jest Jolanta Maria Kaleta.

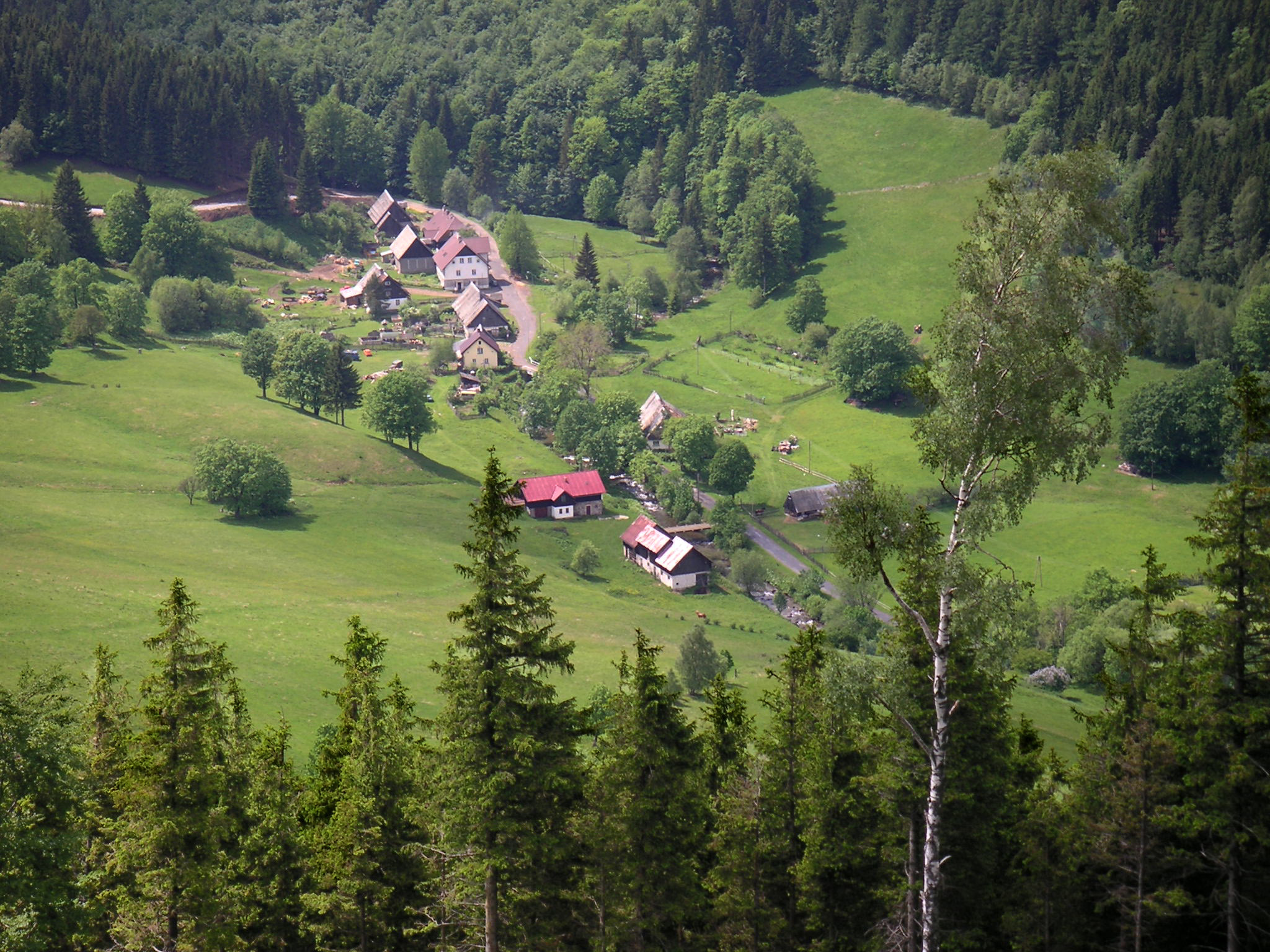
Bielice, widok z Kowadła
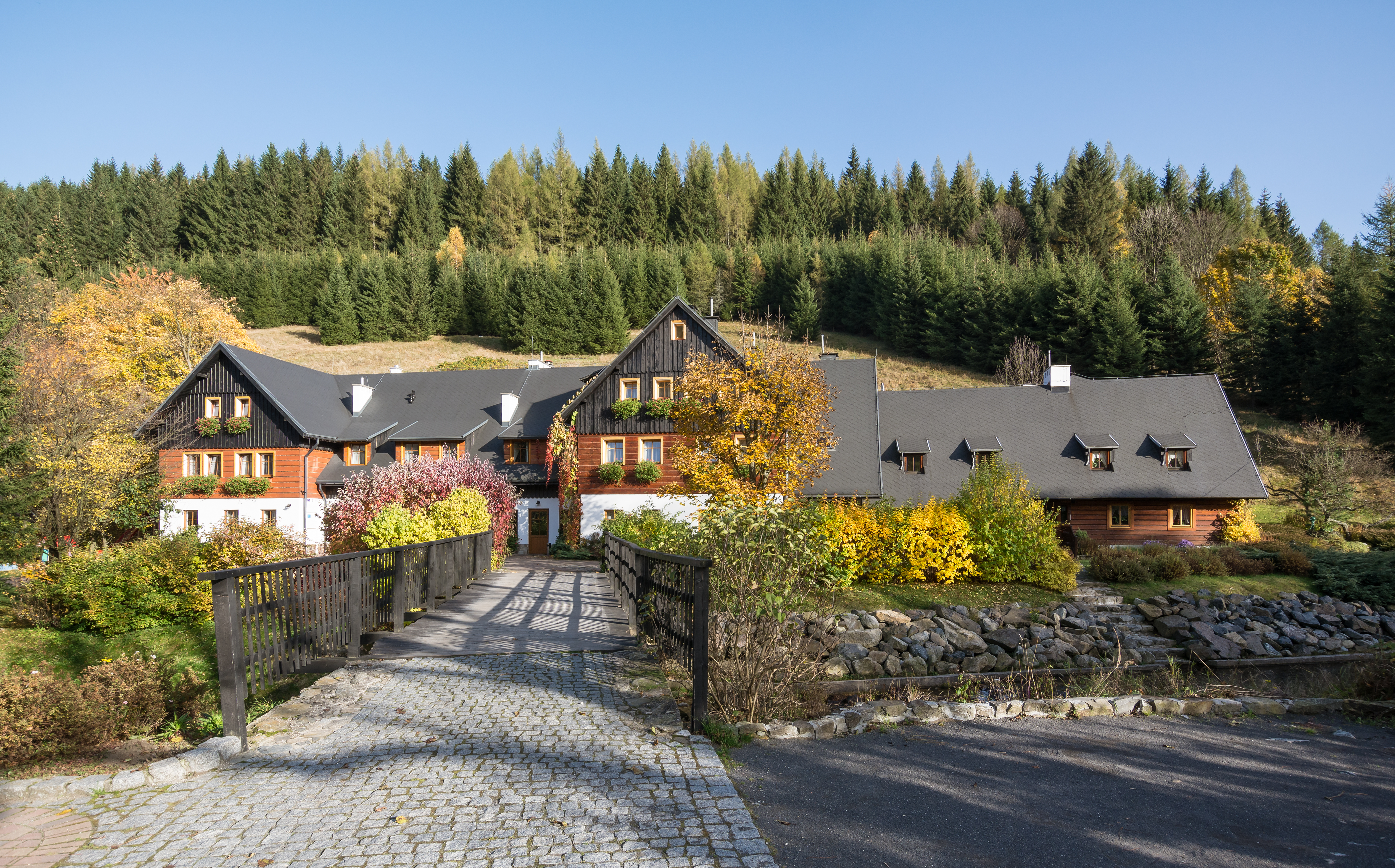
Pensjonat „Chata Cyborga” w Bielicach
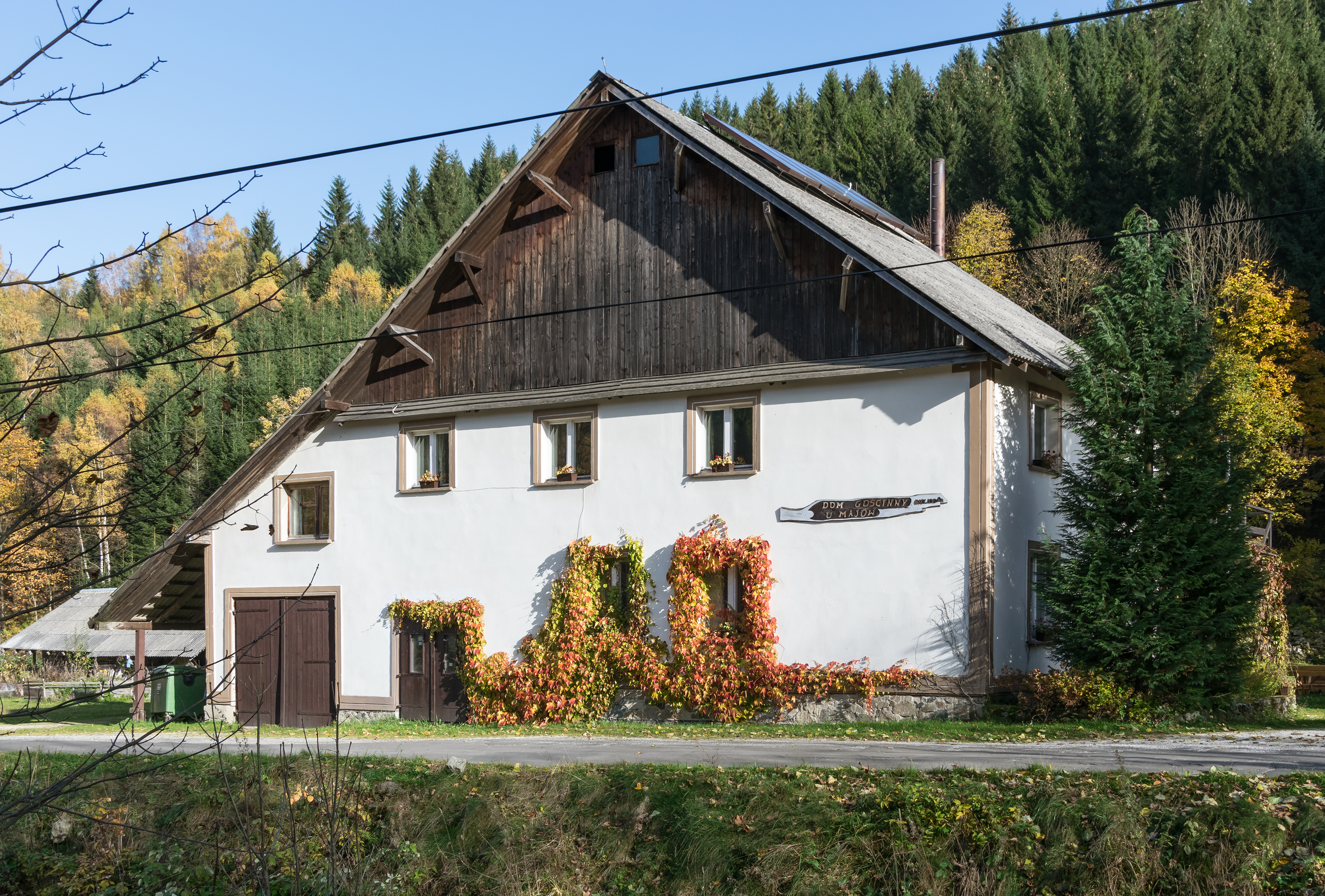
„Dom Gościnny u Majów”
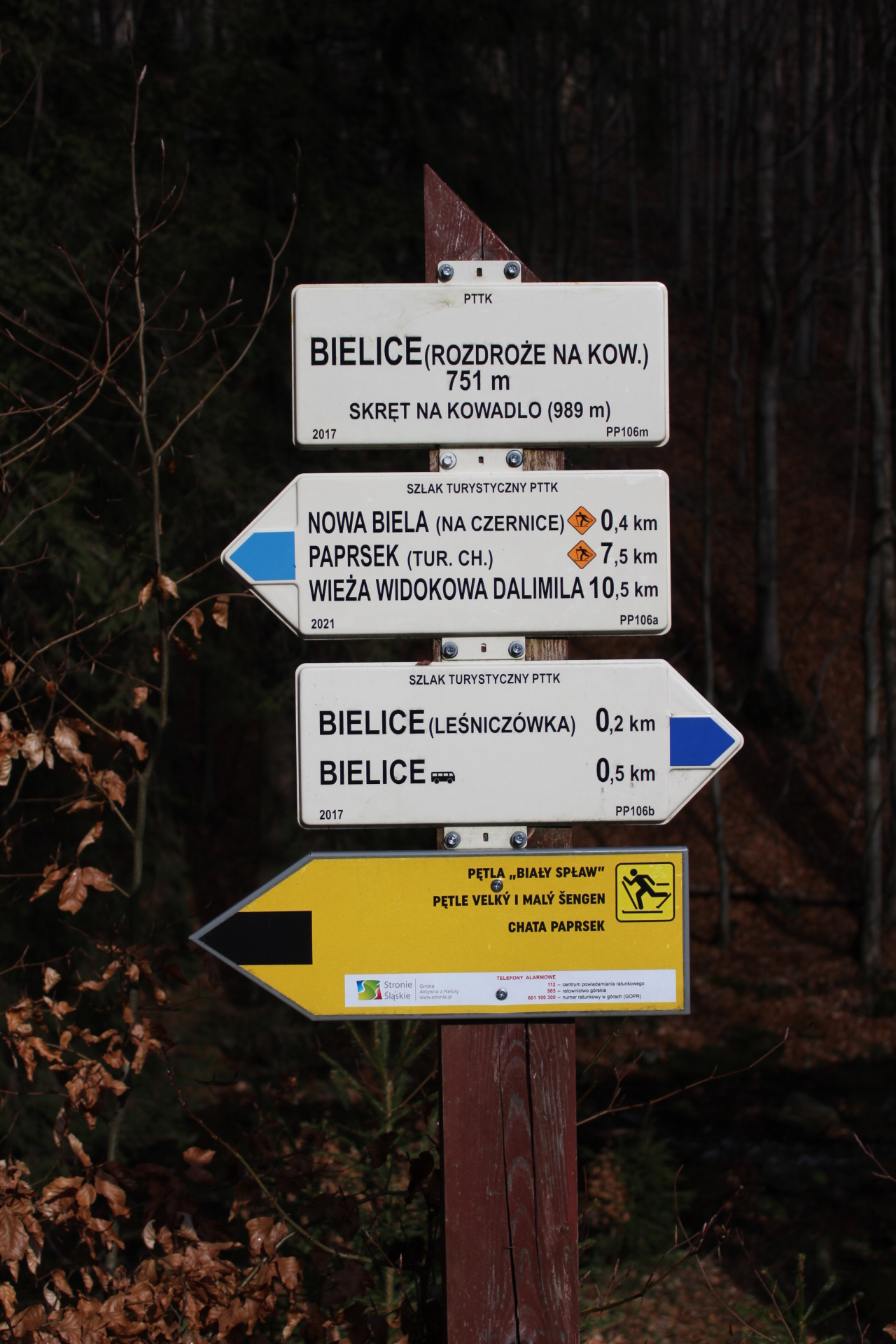
Znak
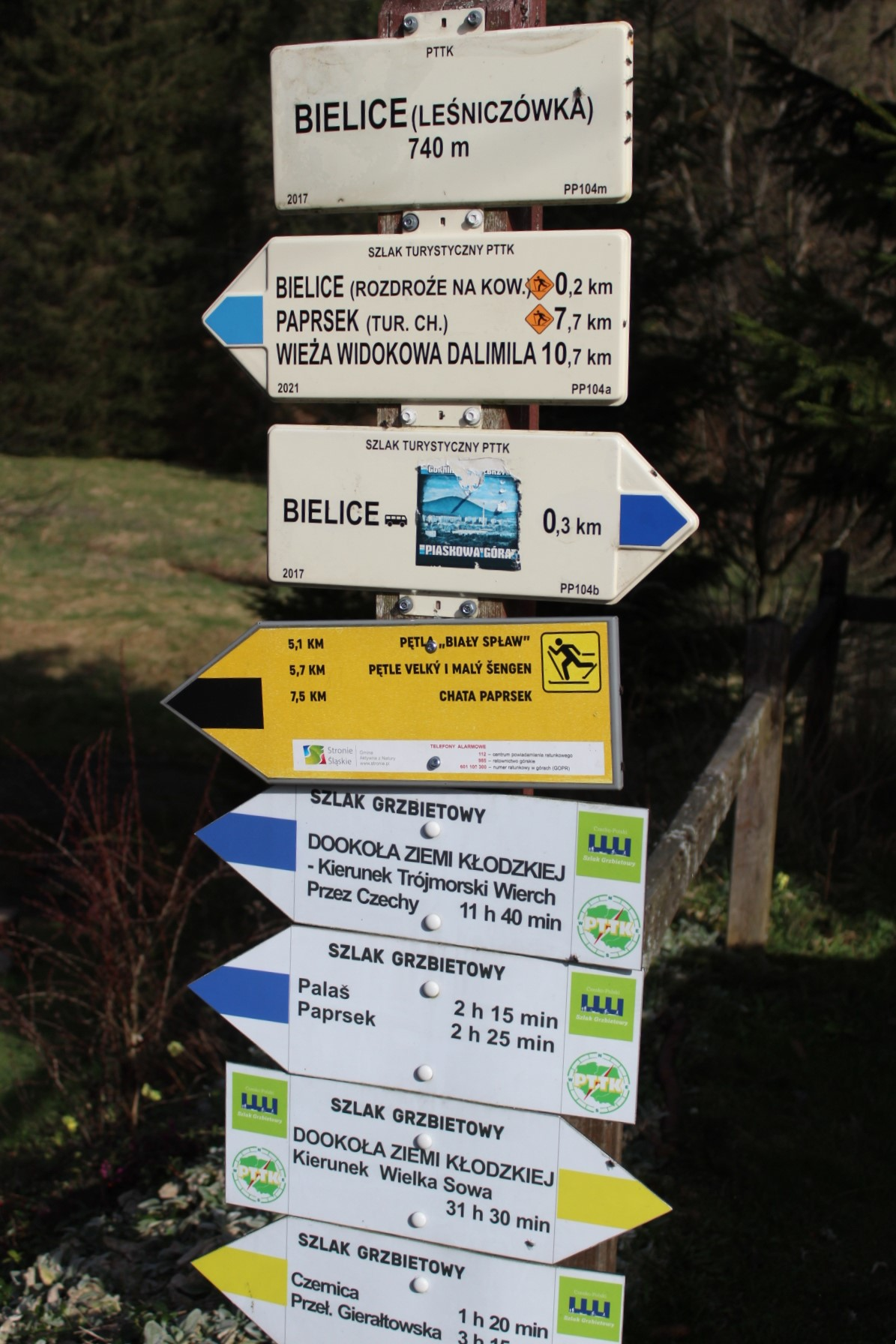
Znak

## Dawne przejścia graniczne
- przejście graniczne Bielice-Nýzerov
- przejście graniczne Bielice-Paprsek